# San Juan Tilcuautla
San Juan Tilcuautla es una localidad de México localizada en el municipio de San Agustín Tlaxiaca en el estado de Hidalgo. La localidad se encuentra conurbada a la ciudad de Pachuca de Soto.

## Toponimia
Del náhuatl Tlil-cuauhtla; Tlilli, negro, cuauhtla, bosque: “Bosque negro”.

## Geografía
Se encuentra en la región geográfica del Valle del Mezquital. A la localidad le corresponden las coordenadas geográficas 20° 09’ 34.974” de latitud norte y 98° 48’ 03.588” de longitud oeste, con una altitud de 2522 m s. n. m. Cuenta con un clima templado subhúmedo con lluvias en verano, de menor humedad.
En cuanto a fisiografía se encuentra en la provincia del Eje Neovolcanico, dentro de la subprovincia de Sierras y Llanuras de Querétaro e Hidalgo; su terreno es de sierra. En lo que respecta a la hidrografía se encuentra posicionado en la región del Pánuco, dentro de la cuenca del río Moctezuma, y en la subcuenca del río Actopan.

## Demografía
En 2020 registró una población de 3070 personas, lo que corresponde al 7.89 % de la población municipal. De los cuales 1505 son hombres y 1565 son mujeres. La localidad pertenece a la zona Metropolitana de Pachuca.
| Gráfica de evolución demográfica de San Juan Tilcuautla entre 1921 y 2020                    |
|                                                                                              |
| Población de los censos y conteos del Instituto Nacional de Estadística y Geografía (INEGI). |